# Emil Ludwig Fackenheim
Emil Ludwig Fackeinheim, judovski filozof, * 22. junij 1916, Halle, Saška - Anhalt, Nemško cesarstvo, † 18. september 2003, Jeruzalem, Izrael.
Znan je bil kot modrec dobrega humorja, poln energije in znan po tem, da je nosil havajske srajce. Ljudje njegovih motivov niso razumeli, kar je začutil tudi sam.
Leta 1938, natančneje 9. novembra so ga nacisti zaprli v koncentracijsko taborišče Sachenhausen, od koder je z mlajšim bratom Wolfgangom pobegnil v Veliko Britanijo. Kasneje so se jima pridružili še njuni starši. Emilov starejši brat Ernst-Alexander, ki je hotel zapustiti Nemčijo, pa je bil umorjen v holokavstu.
Fackenheim je bil leta 1940 po izbruhu druge svetovne vojne poslan v Kanado, kjer so ga zaposlili v oddaljenem kampu v bližini Šebruka v Quebecu. Kasneje so ga osvobodili in služil je kot začasni rabin v templju Anshe Shalom v Hamiltonu, Ontario. Po tem pa se je vpisal na podiplomski oddelek za filozofijo na Univerzi v Torontu in prejel doktorat znanosti za disertacijo o srednjeveški arabski filozofiji, nakar je postal profesor filozofije. Predaval je med leti 1948 in 1984.
Bil je med prvotnimi uredniškimi svetovalci znanstvene revije Dionysius. Leta 1967 se je Fackenheimovo življenje ponovno spremenilo. Pred šestdnevno vojno so se Judje povsod bali, da je Izrael soočen z drugim holokavstom in kljub izraelski vojaški zmagi v tem konfliktu, je Fackenheim odslej vztrajal, da judovske države ni več mogoče jemati kot samoumevno. Leta 1971 pa je prejel častni doktorat na Univerzi Sir George Williams. Raziskoval je odnos Judov z Bogom, saj je verjel, da je holokavst treba razumeti kot nujnost, ki od Judov zahteva, da nadaljujejo z židovskim obstojem in preživetjem države Izrael. Leta 1984 se je preselil v Jeruzalem, kjer je predaval na inštitutu sodobnega judovstva Hebrejske univerze. Nehote se je znašel v politični polemiki. Uspel je proti mirovnemu procesu v Oslu in je zatrjeval tisto, kar je imenoval novoustanovljeni argument žrtve in žrtve. Kljub temu je odločno oporekal Izraelcem, ki so izenačili Yasserja Arafata z Hitlerjem. Paradoksalno je, da je imel večji ugled v Ameriki in Evropi kot v svojem ljubljenem Izraelu, verjetno zato, ker nikoli ni popolnoma obvladal hebrejščine.
614. zapoved
Emil Fackenheim je ustvaril koncept in ga zagovarjal kot tisto, za kar je verjel, da je "614. zapoved”. “614. zapoved" lahko interpretiramo kot moralni imperativ, da Judje ne uporabijo dejstev o holokavstu, da bi se odpovedali Bogu, judovstvu ali - tudi v primeru sekularnih Judov - na stalno preživetje judovskega ljudstva, s čimer je mimogrede Hitler pridobil "posmrtno zmago". Pomembnost tega imperativa je bil predmet resnega dialoga znotraj in zunaj judovske skupnosti. Nasprotje ciljem Hitlerja je moralni temeljni kamen, ki vpliva na več občutljivih vprašanj.
Nova moralna zahteva
Tradicionalno judovsko pravo vsebuje 613 zapovedi, ki jih je sestavil Maimonides. Ti zakoni, od katerih so 365 negativni (npr. "Ne boš ..."), pokrivajo vse vidike življenja. Fackenheim je trdil, da tradicija ni mogla predvideti holokavsta, zato je postal potreben še en zakon, 614. zapoved, ki pravi: "Hitlerju ne smete posmrtne zmage roči. Za obup Izraelovega je, da nadaljuje s Hitlerjevim delom zanj." To predlaga, da imajo ljudje z judovsko dediščino moralno dolžnost spoštovati svojo vero in s tem onemogočiti Hitlerjev cilj, Judaizem z zemlje.
Fackenheim je prišel do tega zaključka počasi. Profesor filozofije na Univerzi v Torontu in reformski rabin, do leta 1967 ni postal cionist.
Terminologija
V dialogu o tej temi je izbira besed občutljiva stvar. V okviru judovske skupnosti mnogi zavračajo Fackenheimovo trditev, da bi to lahko imenovali zapoved. Tora prepoveduje dodajanje dodatnih zapovedi.
Besedilo, ki izraža ta koncept v obliki zapovedi, je lahko tretirano kot žalitev. To postane točka spora, ker sklicevanje na "614. zapoved" ni edinstveno za Fackenheima. Ta jedrnat izraz ima poleg teološkega ugovora tudi druge pomanjkljivosti. Če smatramo zapoved kot dodatek judovskemu pravu, to posredno izraža, da velja samo za Jude. Nasprotje ciljem Hitlerja je univerzalni koncept. Pogani ga lahko spoštujejo tako, da preučijo holokavst in nasprotni antisemitizem. V krščanskih kontekstih se ta ideal včasih pojavi kot "11. zapoved". Kristjani na splošno priznavajo 10 zapovedi stare zaveze. To lahko povzroči nenamerno žalitev Judov, ki priznavajo drugačno zaporedje zapovedi in lahko povzročijo zmedo z drugimi nepovezanimi zamislimi, ki so jih kristjani pozvali na 11. zapoved. Jezus je izjavil dve zapovedi: »Ljubi Gospoda, svojega Boga, z vsem srcem, dušo, dušo in močjo.« in "Ljubi svojega soseda kot sebe." Kljub temu ni enotne formulacije, ki bi izražala ta koncept v smislu, da se izogne spornosti, posmrtni zmagi in pojavu Hitlerja v večini opisov.

## Pomen
Cionizem
Fackenheim je uveljavil to obrazložitev kot nujno za državo Izrael in njen Zakon o vračanju, za preprečitev drugega holokavsta. Če bi judovska država obstajala v tridesetih letih, bi lahko sprejela judovske begunce in rešila veliko število ljudi. To mnenje vpliva na večino Judov, čeprav so posebnosti vnašanja tega mnenja v sodobno politiko pogosto tema debate. Kljub eksplicitni povezavi s cionizmom, le nekaj virov omenja Hitlerja in posmrtne zmage v zvezi z islamom.
V poznem dvajsetem stoletju so si prizadevali dokumentirati spomine na preživele žrtve holokavsta. S tem so želeli ohraniti ta dejstva za prihodnje generacije in s tem ohraniti Hitlerja in njegove ideje v grobu.
Druge religije
V širšem kontekstu religiozne strpnosti se ta koncept nanaša na občutljive teme o spreobrnitvi in mešanih zakonih. Z vidika večine kristjanov, katerih nazori se običajno zavzemajo za spreobrnitev neverujočih, to predstavlja globoko spoštovanje Fackenheimovega koncepta. Po Auschwitzu krščanske cerkve ne želijo več spreobračati Judov. Kljub temu Fackenheimova potrditev njegove judovske zapuščine, ki so jo navdihnile mnoge preživele žrtve holokavsta, ni bila splošna.
Mešani zakoni med Judi in nejudi so relativno pogosti v Združenih državah Amerike in Kanadi. Nekaj okoliščin otežuje te zveze z vidika judovske skupnosti. Različna gibanja znotraj judovske skupnosti priznavajo različne standarde za spreobrnitev v judovstvo in prenos njihove dediščine. Socialni pritisk običajno pade na moške, da se poročijo z judovskimi ženskami, ker vsa gibanja priznavajo potomce judovske ženske kot Jude.
Medsebojna poroka
Fackenheim je bil tudi sam v mešanem zakonu in judovstvo za enega izmed njegovih otrok je bilo zavrnjeno s strani Izraelskega tradicionalnega sodišča, čeprav je bil sin spreobrnjen po tradicionalnem ritualu že v mladih letih in je bil prebivalec Izraela. Po nekaterih virih naj bi se Fackenheimova žena spreobrnila nekaj let po poroki.
Kriticizem
Rabinja Toba Spitzer meni, da je ta ideja prepričljiva, vendar nepopolna. V eseju o Passayu za družbo SocialAction.com se nagradi z naklonjenostjo, preden prevzame tradicionalno tradicijo in njegov sedmerski ritual kot pomembnejšo zgodbo: ... ljudstva, rojenega v suženjstvu, osvobojenega od svojega Boga, in prevzeta na transformacijsko potovanje. To je zgodba o korakih, ki jih je treba sprejeti, da postanejo skupnost, ki jo zavezuje sveta zaveza, kjer so družbena razmerja opredeljena z Božjimi načeli, pravičnosti in ljubezni.
Rabin Marc Gellman ga je popolnoma zavrnil v stolpcu Newsweek 2005: Jaz sem judovska, ker je moja mama judovska, in še pomembneje, ker verjamem, da je judovstvo ljubeče, pravično, radostno, v upanju in resnično. Nisem judovska in svojih učencev in učencev svojih učencev nisem naučila, da bi bili Judje, samo da bi obogali Hitlerja. Isto kritiko je oblikoval judovski filozof Michael Wyschogrod, v svojem delu Božje prisotnosti v zgodovini leta 1971. Wyschogrod je postavil vprašanje vrednosti opredelitve judovstva, ki zgolj obrne antisemitizem v burjen "semitizem". Poleg tega je edinstvenost Auschwitz-a kot zgodovinskega dogodka dvomljiva razlika. "Treba je priznati, da je uničevanje evropskega židovstva iz vsakega splošnega humanističnega okvira eno pomembno poglavjo v dolgem zapisu človeške nečlovečnosti proti človeku." Nezadovoljen s kritiko, je Wyschogrod vseeno ponujal tradicionalno razlago judovske trditve o posebnosti in izboru, ki je bila oblikovana pozitivno.
Ne osredotočeno na Fackenheimovo zasnovo judovske identitete, temveč na cionizmu, ugledni učenjak Daniel Shoag predstavlja kritiko tega stališča znotraj judovske skupnosti v The Harvard Israel Review. Medtem ko so Fackenheimovi občutki glede potrebe po židovski samozavesti v obliki judovske države izjemno priljubljeni, Fackenheim ne more poiskati verskega ali božanskega izvora za svoj moralni imperativ. Za Fackenheima, samoobramba in njena manifestacija v cionizmu nista verski vrednoti, temveč stvari, ki so pred versko vrednostjo ali pa zunaj nje. Tako Fackenheim najde pomen judovske države v holokavstu in ne v tradicionalnem judovstvu ...
Morda najmočnejša zavrnitev ideje Fackenheima o 614. zapovedi prihaja od Rabin Harolda M. Schulweissa.
Soočanje s Kantom in Heglom[edit]
Fackenheimov najpomembnejši prispevek v sodobnem religioznem razmišljanju je bil njegov jasen prikaz, kako se mora sodobna teologija soočiti s filozofskimi vprašanji. Medtem ko je sledil zgodovini sodobne filozofske misli na splošno, so njegove analize Kanta in Hegla še posebej pomembne. Nobeno sodobno judovsko razmišljanje se ne more soočiti s Kantovim etičnim izzivom. Kant je trdil, da je moralno dobra samo samovoljna in avtonomna etika. Religijska etika, ki temelji zgolj na poslušnosti božje volje, je moralno sumljiva. Fackenheim je preučil to trditev v številnih esejih in skušal pokazati, da je v judaizmu problem brezpogojnega božjega povpraševanja povezan z mučeništvom in občutkom božanskega namena.
Fackenheim se je od Hegla naučil, da je treba zgodovinske procese jemati resno oz. da vzorci preteklosti dejansko oblikujejo usodo. V obeh primerih je nacistična izkušnja ključna. Holokavst je vprašanje namena postavil v neposredno svetlobo; božja brezpogojna zapoved je etična, ker služi namenu, čeprav ljudje tega namena ne morejo razumeti. Fackenheim je trdil, da se Kant moti, ker ne dovoljuje presenečenja, ki se ga ljudje doživijo, ko prepoznajo namen, ki ga niso mogli razumeti. Holokavst je pokazal tudi božjo navzočnost v zgodovini, ne kot neizogibno roko, temveč kot poveljujoč glas. Poslušanje tega glasu je omogočilo Judom, da spremenijo resničnost človeške zgodovine in tako presežejo Hegla.

## Dela
- Paths To Jewish Belief: A Systematic Introduction (1960)
- Metaphysics and Historicity (1961)
- The Religious Dimension in Hegel's Thought (1967)
- Quest for Past and Future; Essays in Jewish Theology (1968)
- God's Presence in History: Jewish Affirmations and Philosophical Reflections (1970)
- The Human Condition After Auschwitz: a Jewish Testimony a Generation After (1971)
- Encounters Between Judaism and Modern Philosophy: a Preface to Future Jewish Thought (1973)
- From Bergen-Belsen to Jerusalem : contemporary implications of the holocaust (1975)
- The Jewish return into history: reflections in the age of Auschwitz and a New Jerusalem (1978)
- To Mend the World: Foundations of Future Jewish Thought (1982)
- The Jewish Thought of Emil Fackenheim: A Reader (1987)
- What is Judaism? An Interpretation for the Present Age (1988)
- The Jewish Bible After the Holocaust (1991)
- To Mend the World: Foundations of Post-Holocaust Jewish Thought (Second Edition, added preface, and lecture) (1994)
- Jewish Philosophers and Jewish Philosophy (1996)
- The God Within: Kant, Schelling and Historicity (1996)
- An Epitaph for German Judaism: From Halle to Jerusalem (Fackenheim's Autobiography) (2007, University of Wisconsin Press)